# 福善寺 (尾道市長江)
福善寺（ふくぜんじ）とは、広島県尾道市長江にある浄土真宗本願寺派の寺院。

## 歴史
（真宗本派本願寺）播磨国本徳寺で出家した行英法印は、1573年7月に尾道久保町浮島で開基した。その後、親鸞上人によって寺名を福善寺に変更した。1630年（寛永7年）第三世の行尊のときに現在の地へ移る。
1929年（昭和4年）に本堂の改築が行われている。

## 境内
石段を登りきると、正門の山門が寺の前にそびえる。烏丸大納言家との由緒を語る鶴の丸の紋や、龍の彫刻がほどこされている。正門右側に市の天然記念物に1961年（昭和36年）指定の「鷲（ワシ）の松」が見える。

### 文化財
尾道出身の画家平田玉蘊の美人画が本堂前に展示され、本堂内には襖絵「雪中松竹梅」が保存されている。

### 尾道市指定文化財
- 石造五輪塔[2]

## 交通アクセス
千光寺山ロープウェイ 山麓駅から徒歩3分